# Daniel Ek
Daniel Ek (sinh ngày 21 tháng 2 năm 1983) là một doanh nhân, tỷ phú công nghệ người Thụy Điển, nhà đồng sáng lập và CEO của dịch vụ phát nhạc trực tuyến Spotify.

## Đầu đời
Daniel Ek lớn lên ở quận Råssved, một quận ngoại ô của tầng lớp lao động ở Stockholm, Thụy Điển.

## Giáo dục
Ek tốt nghiệp Đại học Công nghệ Thông tin Gymnasiet tại Sundbyberg, Thụy Điển năm 2002, sau đó vào học ngành Kỹ thuật tại Học viện Công nghệ Hoàng gia KTH trước khi bỏ học để tập trung vào sự nghiệp Công nghệ Thông tin của mình.

## Sự nghiệp kinh doanh
Daniel Ek tự học lập trình và bắt đầu kinh doanh năm 13 tuổi. Khi đó, anh bắt đầu làm Website cho các khách hàng từ nhà của mình. Anh tính tiền 100 USD cho khách hàng đầu tiên, sau đó là 200 USD cho khách hàng thứ 2. Cuối cùng, anh bắt đầu tính phí 5.000 USD cho mỗi trang Website được anh thiết kế. Để giúp mở rộng thị trường kinh doanh của mình, Ek đã mua chuộc các sinh viên của trường bằng các băng đĩa video game và Ipad. Thu nhập của anh cuối cùng đạt ngưỡng 50.000 USD mỗi tháng. Năm 18 tuổi, anh quản lý một nhóm gồm 25 kỹ sư tài năng. Cha mẹ của Ek bắt đầu chú ý đến thu nhập của anh khi anh bắt đầu mua về nhiều trò chơi điện tử, những cây đàn Guitar điện hay thậm chí là mang cả TV về nhà.
Sau đó, Ek giữ một vai trò cao cấp tại Công ty Đấu giáNordic Auction Company Tradera, một công ty được eBay mua lại vào năm 2006. Ek cũng từng là CTO của Công ty Game Stardoll. Không lâu sau, Ek đã thành lập Advertigo, một công ty tiếp thị trực tuyến. Vài tháng sau, Advertigo được Ek bán cho TradeDoubler với giá 1,25 triệu USD. Sau khi bán Advertigo, Ek nhanh chóng trở thành CEO của TTorrent, cùng làm việc với nhà sáng lập Ludvig Strigeus. Điều này đã kết thúc khi TTorrent lại tiếp tục được bán cho BitTorrent vào ngày 7 tháng 12 cùng năm. Strigeus ngay sau đó gia nhập cùng Ek với tư cách là nhà phát triển của Spotify.